# 1731년
1731년은 월요일로 시작하는 평년이다.

## 연호
- 청(淸) 옹정(雍正) 9년
- 일본(日本) 교호(享保) 16년
- 후 레 왕조(後黎朝) 빈카인(永慶) 3년

## 기년
- 류큐(琉球) 쇼케이왕(尚敬王) 19년
- 청(淸) 세종 옹정제(世宗 雍正帝) 9년
- 조선(朝鮮) 영조(英祖) 7년
- 후 레 왕조(後黎朝) 혼덕공(昏德公) 3년

## 탄생
- 1월 22일 - 조선 후기의 왕족 낙천군의 양자 달선군. (~1748년)
- 5월 12일 - 조선의 성리학자, 실학자, 천문학자 홍대용. (~1783년)
- 10월 10일 - 영국의 화학자, 물리학자 헨리 캐번디시. (~1810년)
- 12월 12일 - 영국의 의사 이래즈머스 다윈. (~1802년)

### 미상
- 조선 후기의 문신 이재협. (~1790년)

## 사망
- 4월 24일 - 영국의 작가, 언론가 대니얼 디포. (1660년~)